# Maison de l’Astronome

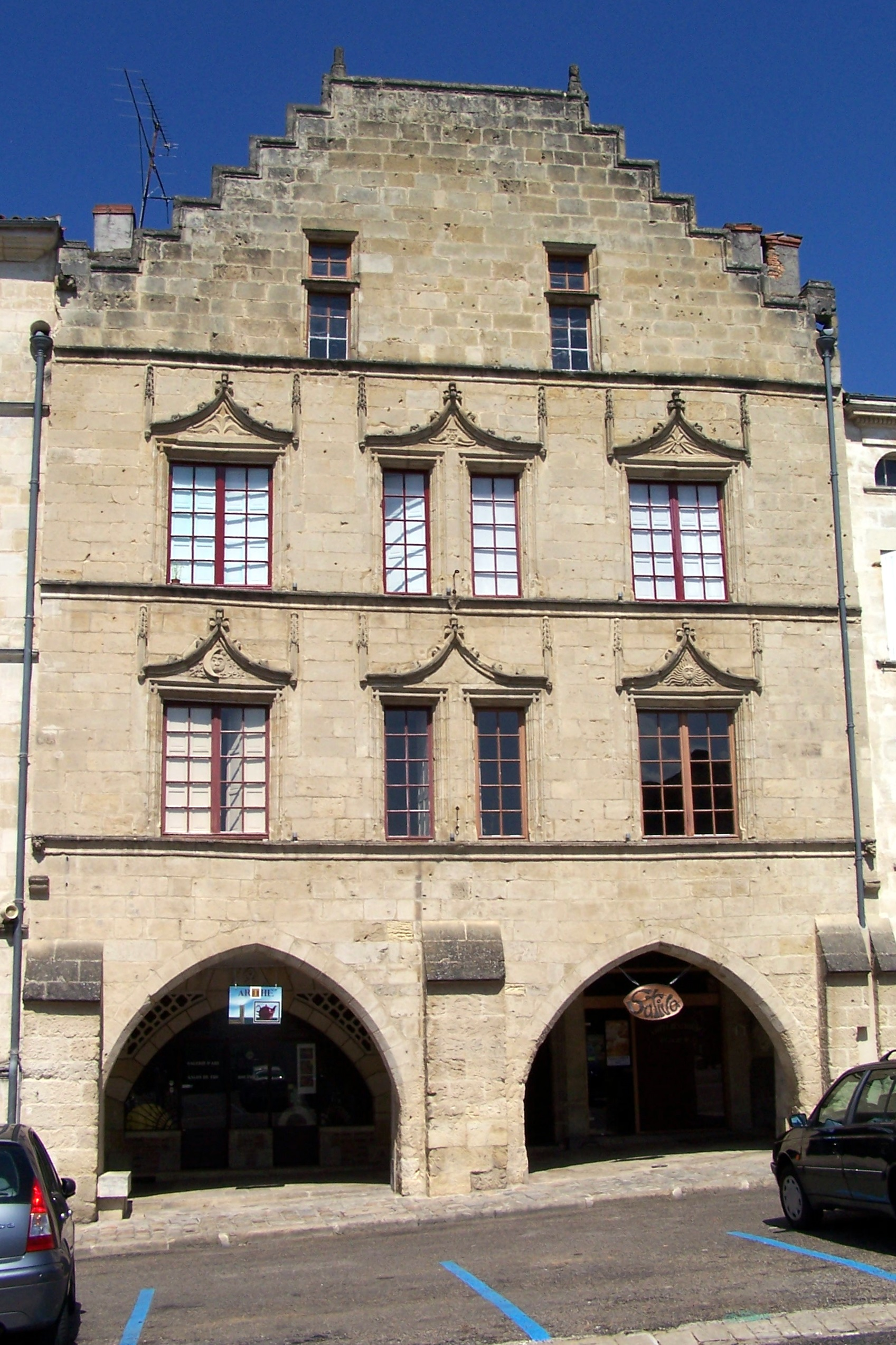
Maison de l’Astronome in Bazas

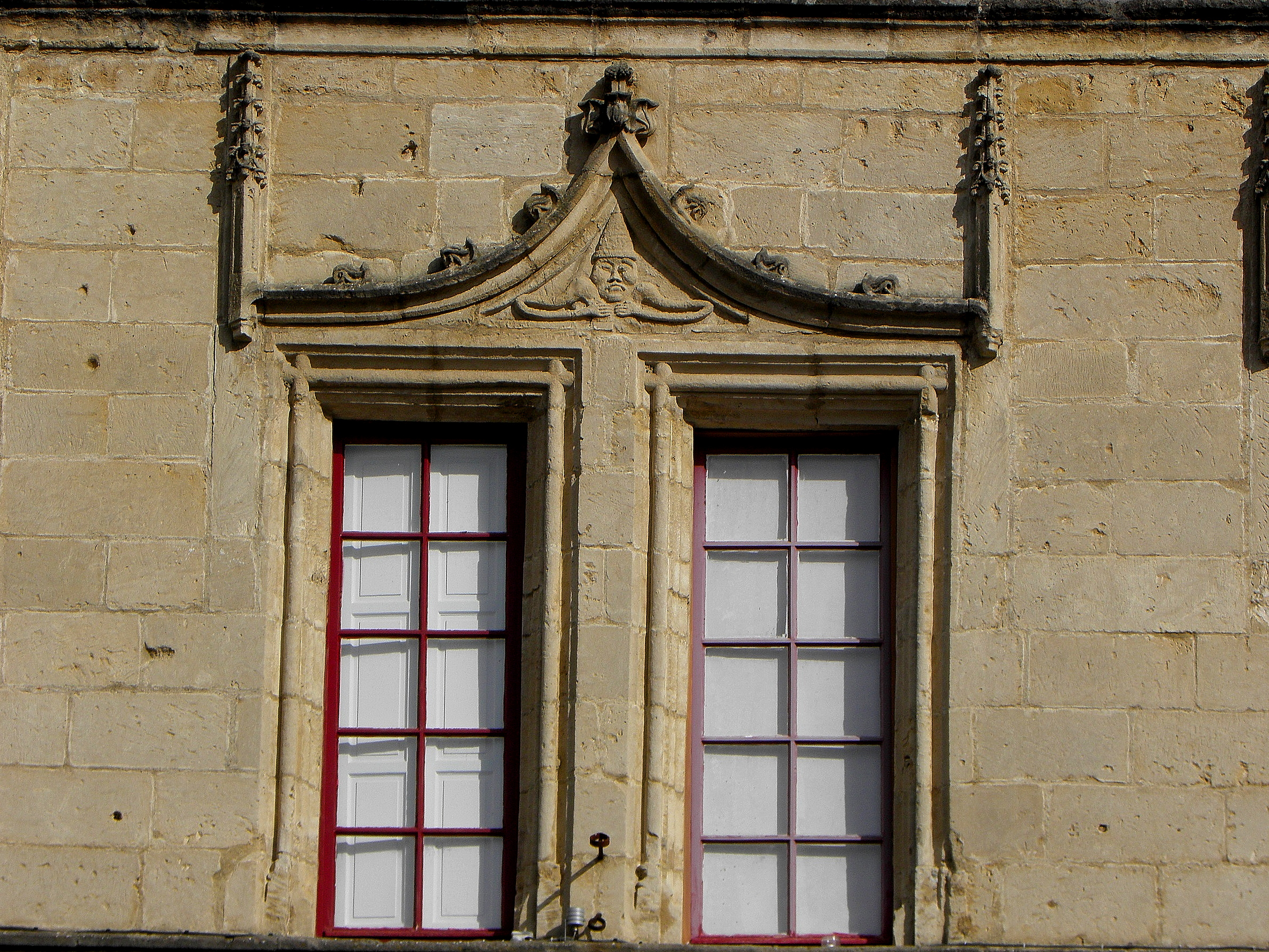
Fensterschmuck mit dem Kopf eines Astronomen

Die Maison de l’Astronome (deutsch Haus des Astronomen) ist ein Wohnhaus in Bazas, einer französischen Stadt im Département Gironde der Region Nouvelle-Aquitaine, das 1530 errichtet wurde. Das Gebäude an der Place de la Cathédrale Nr. 23 ist seit 1990 als Monument historique geschützt.
Das dreigeschossige Wohnhaus mit Arkadengang wurde als Haus des Astronomen bezeichnet, weil die Fassade mit Sternen, der Sonne, dem Mond und einem Astronomen geschmückt ist. Der Charakter des Hauses entspricht eher der Architektur in Nordfrankreich, weshalb es auch als Holländerhaus bezeichnet wurde. Die zwei Arkaden werden von drei Strebepfeilern gestützt. Der Gewölbekeller ist im Originalzustand erhalten.
Im 17. und 18. Jahrhundert wurde das Innere umgebaut.